# Liste profanierter Kirchen in Italien

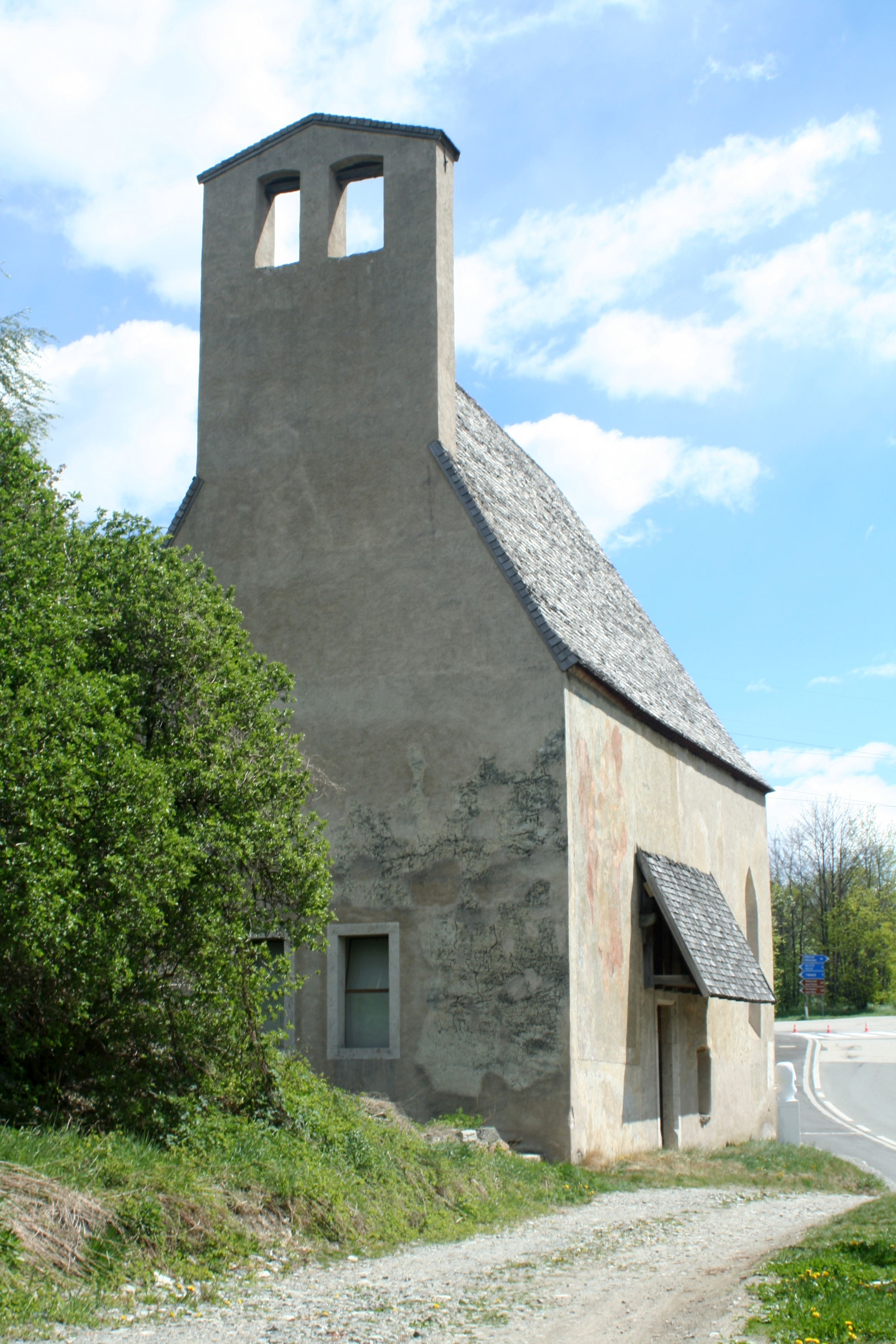
Ehemalige St.-Nikolaus-Kirche in Laas

Die Liste profanierter Kirchen in Italien führt Kirchen und Kapellen in Italien auf, die profaniert wurden.
- Arezzo, Sant’Ignazio
- Eyrs, St. Josef
- Faenza, Santissima Annunziata
- Florenz, Santi Agostino e Cristina
- Florenz, San Fiorenzo
- Florenz, Santo Stefano al Ponte
- Genua, San Vincenzo
- Laas, St. Markus
- Laas, St. Nikolaus
- Lana, St. Ulrich
- Palermo, Santi Diecimila Martiri
- Piazza Armerina, Sant’Anna
- Rom, Sant’Andrea degli Scozzesi
- Rom, San Giovanni in Ayno
- Rom, Santa Rita
- Rom, Hotel The Building Hotel[1]
- Schlanders, St. Jenewein
- Venedig, Sant’Anna
- Venedig, Sant’Aponal
- Venedig, San Bartolomeo
- Venedig, Santa Caterina
- Venedig, San Vidal

Die Liste erhebt keinen Anspruch auf Vollständigkeit.